# Broye
Broye é uma comuna francesa na região administrativa de Borgonha-Franco-Condado, no departamento Saône-et-Loire. Estende-se por uma área de 28,72 km². Em 2010 a comuna tinha 773 habitantes (densidade: 26,9 hab./km²).